# Mark Sofer

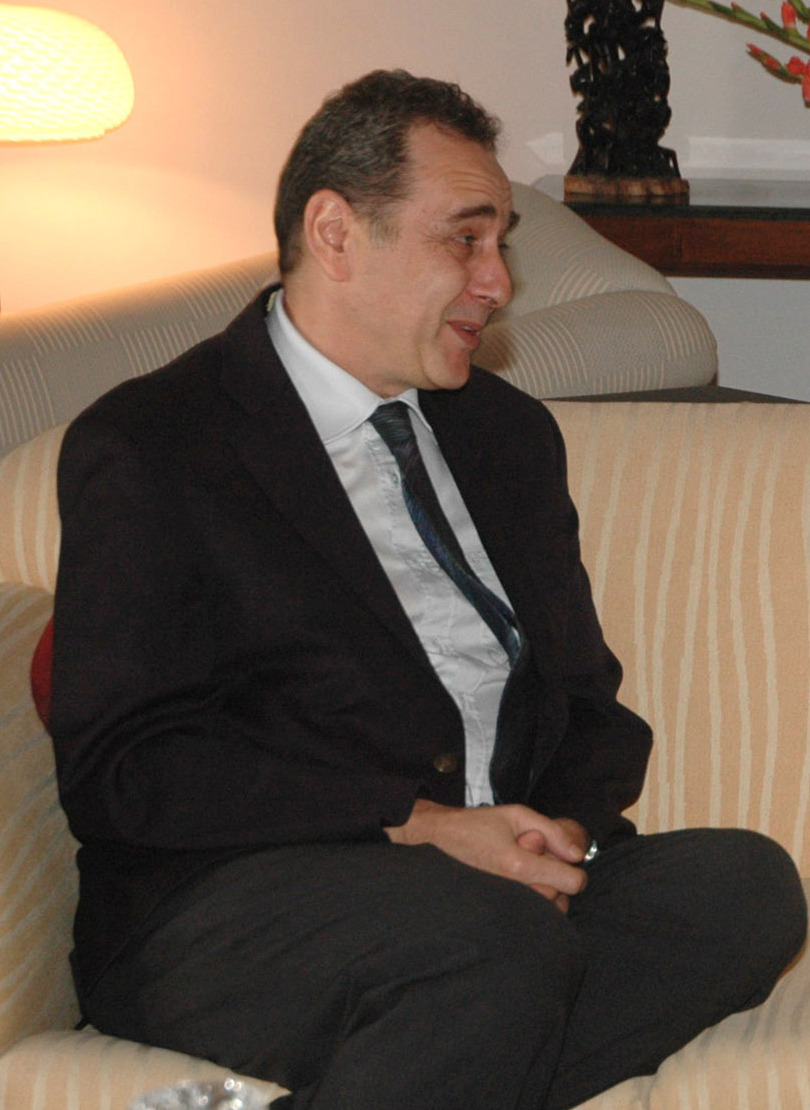

Mark Sofer – izraelski dyplomata i urzędnik.
Urodził się w Londynie. Pracę w MSZ Izraela rozpoczął w 1981. Jako dyplomata pełnił służbę na placówkach w Peru, Norwegii, Nowym Jorku i Irlandii (ambasador w tym ostatnim kraju w latach 1999-2002). Od 2007 pełni funkcję ambasadora w Indiach, z jednoczesną akredytacją na Sri Lance.
Był również doradcą politycznym Szimona Peresa oraz zastępcą dyrektora generalnego MSZ i szefem jednego z wydziałów resortu.